# Kleine sperwer
De kleine sperwer (Tachyspiza gularis) is een roofvogel uit de familie van de havikachtigen (Accipitridae).

## Verspreiding en leefgebied
Deze vogel broedt in China, Japan, Noord-Korea, Zuid-Korea en Siberië. Gedurende de winter verblijft hij in Indonesië en de Filipijnen. Hij leeft voornamelijk in open landschappen en bossen.
De soort telt drie ondersoorten:
- T. g. sibirica: van Mongolië tot oostelijk China.
- T. g. gularis: noordoostelijk China, het Russische Verre Oosten en Japan.
- T. g. iwasakii: de zuidelijke Riukiu-eilanden.

## Status
De grootte van de populatie is in 2019 geschat op 20-100 duizend vogels. Op de Rode lijst van de IUCN heeft deze soort de status niet bedreigd.